# Nemetschek
Allplan je računalniška AEC/CAD programska oprema nemškega podjetja Nemetschek AG. Obsega projektiranje arhitekture, gradbenega inženirstva, urbanizma in notranje opreme. Deluje na principu BIM in omogoča 2D in 3D načrtovanje konstrukcij in tudi statični izračun. Ustanovitelj podjetja Nemetschek je Georg Nemetschek, ki je z razvojem tovrstne programske opreme začel že leta 1977, Allplan pa se razvija od leta 1984.
Poleg programskega paketa Allplan ima Nemetschek v lasti podjetje Maxon, ki razvija programski paket CINEMA 4D, Nemetschek North America, ki razvija programski paket Vectorworks in podjetje Graphisoft, ki razvija program Archicad. Nemetschek je član Building smart initiative in član IAI, ki regulira standard IFC.

## Zgodovina
- Leta 2006 je Nemetschek prevzel belgijsko podjetje SCIA Group - vodilnega ponudnika CAE programske opreme za gradbeno inženirstvo in jeklene konstrukcije.

- Leta 2007 je Nemetschek prevzel madžarsko podjetje Graphisoft vključno s 3D CAD programsko opremo za arhitekturno načrtovanje ArchiCAD.